# خیدا
خیدا (به انگلیسی: Kheda) یک شهرک در هند است که در Kheda Taluka واقع شده‌است. خیدا ۲۸٬۰۰۰ نفر جمعیت دارد و ۲۱ متر بالاتر از سطح دریا واقع شده‌است.